# 1276年
1276年（1276 ねん）は、西暦（ユリウス暦）による、閏年。

## 他の紀年法
- 干支 : 丙子
- 日本
  - 建治2年
  - 皇紀1936年
- 中国
  - 南宋 : 徳祐2年、景炎元年5月1日 -
  - 元 : 至元13年
- 朝鮮
  - 高麗 : 忠烈王2年
  - 檀紀3609年
- ベトナム
  - 陳朝 : 宝符4年
- 仏滅紀元 : 1818年 - 1819年
- イスラム暦 : 674年 - 675年
- ユダヤ暦 : 5036年 - 5037年

## できごと
- アウクスブルクが帝国自由都市になる。
- 光長寺創立
- 元軍によって南宋の首都臨安が陥落し、宋が事実上滅亡した。
- 閏3月 - 南宋の遺臣・陸秀夫らが南宋残党や生き残りの皇族を奉じて抵抗運動を開始。
- エジプトのマムルーク朝のバイバルスがヌビアに遠征軍を送り、属国化する。

## 誕生
- 3月3日 - ルイ・デヴルー、エヴルー伯（+ 1319年）
- 10月19日（建治2年9月11日） - 久明親王、皇族、鎌倉幕府8代征夷大将軍（+ 1328年）
- 一条内実、鎌倉時代の公卿（+ 1305年）
- 中御門為行、鎌倉時代の公卿（+ 1332年）

## 死去
- 1月 - ヴァシーリー・ヤロスラヴィチ、ウラジーミル大公（* 1241年?）
- 6月30日（建治2年5月17日） - 佐々木泰綱、近江国守護、御家人（* 1213年）
- 7月27日 - ハイメ1世[1]、アラゴン王、バルセロナ伯（* 1208年）
- 11月30日（建治2年10月23日） - 北条実時、武将、文化人（* 1224年）
- 12月2日（建治2年10月25日） - 小笠原長房、阿波国守護（* 1213年）
- 12月30日（景炎元年11月24日） - 兀庵普寧、中国の臨済宗の渡来僧（* 1197年）
- イブン・サイード・マグリビー、アンダルスの歴史学者、地理学者（* 1213年）